# Agelasta alboplagiata
Agelasta alboplagiata es una especie de escarabajo longicornio del género Agelasta, categorizada en la tribu Mesosini, de la subfamilia Lamiinae. Fue descrita por Breuning en 1935.

## Descripción
Mide 16 mm de longitud.

## Distribución
Se distribuye por Bangladés, India, Birmania y Vietnam.